# Wofsi
Wofsi ist im Alten Testament ein Mann aus dem Stamm Naftali. Er wird nur in Num 13,14  erwähnt.

## Etymologie
Die Herkunft des Namens ist ungeklärt. Im Masoretischen Text lautet der Name וָפְסִי wåfsî. Die Septuaginta überliefert davon abweichend den Namen Ιαβι Iabi. Die Vulgata folgt dem hebräischen Text und übersetzt Vaphsi. Martin Noth nahm für den Namen persischen Ursprung an, was für ein jüngeres Alter des Namens und der ganzen Liste Num 13,4–15  gesprochen hätte, dies hält Horst Seebass aber für ausgeschlossen, zumal er einen Textfehler für wahrscheinlich hält.

## Biblische Erzählung
In Num 14  wird Mose von JHWH damit beauftragt, Kundschafter zur Erkundung des Landes Kanaan auszusenden, und zwar von jedem Stamm einen. Für den Stamm Naftali wird Nachbi, der Sohn Wofsis geschickt.